# Siège de Maastricht (1673)
Pour les articles homonymes, voir Siège de Maastricht.
Guerre de Hollande
Batailles
- Groenlo (06-1672)
- Solebay (06-1672)
- Coevorden (06-1672)
- Nimègue(07-1672)
- Groningue (07-1672)
- Saint-Lothain (02-1673)
- Schooneveld (1re) (06-1673)
- Maastricht (06-1673)
- Schooneveld (2de) (06-1673)
- Texel (08-1673)
- Bonn (11-1673)
- Arcey (01-1674)
- Pesmes (02-1674)
- Gray (02-1674)
- Scey-sur-Saône (03-1674)
- Chariez (03-1674)
- Vesoul (03-1674)
- Arbois (03-1674)
- Orgelet (03-1674)
- Besançon (04-1674)
- Dole (05-1674)
- Sinsheim (06-1674)
- Salins (06-1674)
- Belle-Île (06-1674)
- Lure (07-1674)
- Faucogney (07-1674)
- Sainte-Anne (07-1674)
- Fort-Royal (07-1674)
- Seneffe (08-1674)
- Entzheim (10-1674)
- Mulhouse (12-1674)
- Turckheim (01-1675)
- Stromboli (02-1675)
- Fehrbellin (06-1675)
- Salzbach
- Consarbrück
- Alicudi
- Agosta
- Palerme
- Maastricht
- Philippsburg
- Valenciennes
- Cambrai
- Saint-Omer
- Tobago
- La Peene (Cassel)
- Ypres
- Rheinfelden (07-1678)
- Saint-Denis

Le siège de Maastricht fut l'un des principaux épisodes du plan d'invasion des Pays-Bas de Louis XIV, en 1673, pendant la guerre de Hollande, afin de se venger du rôle de la Triple-Alliance pendant la guerre de Dévolution. Le siège, commencé le 13, se termina le 30 juin par une victoire française.

## Contexte
Lors de la campagne de l'année 1673, Louis XIV divise son armée en trois forces, lui-même dirigeant une armée de 40 000 hommes qu'il conduit le long de la Meuse. La ville de Maastricht, écrit à cette époque Maestricht, est un verrou important le long du fleuve, occupant les deux rives (Maastricht sur la rive gauche et Wick, un faubourg fortifié, sur la rive droite) et contrôlant un pont traversant le fleuve. Louis XIV, afin de faciliter les opérations le long du fleuve, décide de s'en emparer.

## Déroulement

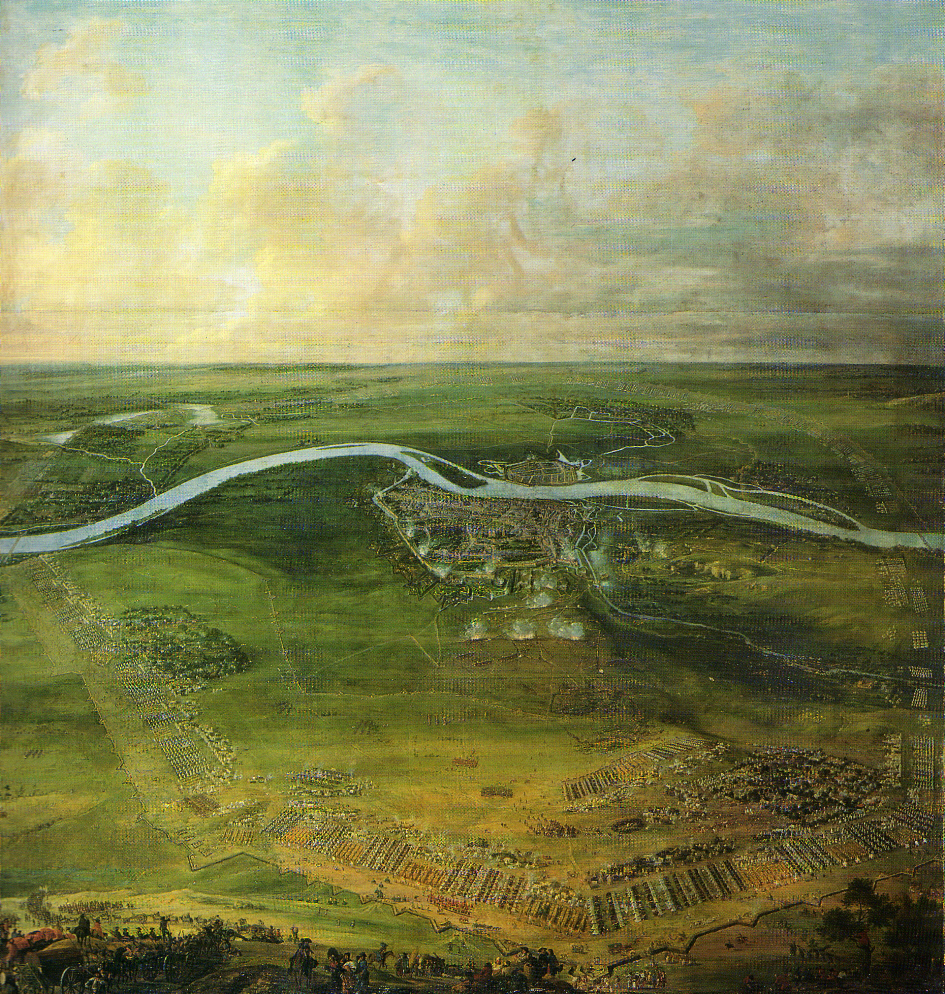
Dessin du siège de Maastricht. L'artiste y représente le camp français. On distingue les lignes de tranchées.

Louis XIV décide de simuler une attaque sur Bruxelles afin d'y attirer les troupes du gouverneur espagnol, le comte de Monterrey. Alors que Monterrey rassemble ses troupes pour protéger Bruxelles, Louis XIV envoie le comte de Montal (en) avec les garnisons de Tongres et Maaseik pour investir Maastricht le 6 juin. Le lendemain, 7 juin, le maréchal de Lorge cerne le faubourg fortifié de Wick avec des troupes de l'armée de Turenne. Le 8 juin, environ 7 000 paysans sont réquisitionnés pour creuser les lignes de circonvallation et contrevallation.
Louis XIV arrive à Maastricht le 10 juin alors que la ville est complètement cernée. Son secrétaire d'État de la Guerre, Louvois, a pu réunir assez de provisions pour six semaines de siège. Louis XIV donne personnellement à Vauban la conduite du siège de la ville. Les lignes de tranchées sont terminées le 14 juin, avec très peu de pertes, conformément à la tactique de Vauban. Les tranchées d'attaques sont ouvertes dans la nuit du 17 au 18 juin. L'attaque se fit vers la porte de Tongres, à l'ouest. Dès le 18 juin, 26 canons tirent 5 000 boulets sur la ville pendant plus de trente heures. Les assauts se succèdent, la fortification changeant de main à plusieurs reprises. D'Artagnan y trouve la mort, tué d'une balle de mousquet reçue dans les reins alors qu'il se trouvait dans la gorge de la fortification de la porte Tongres.
Apprenant que Guillaume III réunissait ses troupes pour secourir Maastricht, Louis XIV décide de redoubler d'efforts. Les mines et l'artillerie ouvrent une brèche dans la muraille principale. Jacques de Fariaux fait finalement battre la chamade le 30 juin, et la reddition de la ville est signée le lendemain.

## Conséquences
- Mort de d'Artagnan et d'un membre de la Maison de Mérode (entre autres).
- Maastricht reste français jusqu'aux traités de Nimègue (1678).
- Vauban forme un plan pour améliorer les défenses de Maëstricht.
- Commémoration sur l'Arc de Triomphe de la Porte Saint-Denis : le bas-relief de Michel Anguier au-dessus de l'arche du côté du faubourg représente le siège de Maastricht et l'inscription latine « QUOD TRAIECTUM AD MOSAM XIII DIEBUS CEPIT » indique que Louis XIV s’empara de Maastricht en treize jours (« Car il prit Maastricht en 13 jours ».
- Un grand nombre de peintures, dessins et estampes, de Charles Le Brun (le plafond de la galerie des Glaces à Versailles), Adam Frans van der Meulen et imitateurs (Arrivée de Louis XIV au camp devant Maastricht, plus de dix peintures), Pierre Mignard et imitateurs (Louis XIV à cheval devant Maastricht, plusieurs variations), Joseph Parrocel, Sébastien Leclerc, Daniel Marot et autres s'occupent avec ce thème.